# Нова Одисеја: прича о европској избегличкој кризи
Нова Одисеја: прича о европској избегличкој кризи (енгл. The New Odyssey: The Story of Europe's Refugee Crisis) је књига чији је аутор британски новинар Патрик Кингсли (енгл. Patrick Kingsley) објављена 2016. године.

## О аутору
Патрик Кингсли је рођен у Лондону јуна 1989, дипломирао на Универзитету Кембриџ енглеску књижевност, затим стекао и диплому новинарства Националног савета за обуку новинара. Страни је дописник Њујорк тајмса, а претходно је био дописник Гардијана за миграције. Кингсли је награђивани новинар који је извештавао из више од двадесет пет земаља. Освојио је неколико награда, укључујући награду Frontline за штампано новинарство 2013, а био је и другопласирани у категорији страних дописника на награду British Press 2016. године.

## О књизи
Нова Одисеја: прича о европској избегличкој кризи је прича о еуропској избегличкој кризи испричана с намером упућивања у боље схватање о целој ситуацији миграцијског вала наше новије историје под претпоставком да се крај том проблему не наслућује. Милијони људи, отерани ратовима, криминалом и репресијом су с афричког и азијског континента кренули у Европу да траже бољи живот и слободу. Да би што боље схватио шта се догађа, аутор је и сам пропутовао бројне земље, из којих емигранти долазе, њих седамнаест, кроз које пролазе и где се желе настанити. Одлучио је да крене на пут с њима, па је тако настала ова књига написана на основу непосредних искустава, запажања и сазнања с мигрантске руте. Лично се бавио тзв. Балканском рутом те тегобним проласком миграната из Турске преко Егејског мора до Грчке, потом кроз Македонију, Србију, Хрватску, Словенију и Аустрију до Немачке. Описао је догађаје из перспективе миграната, укључујући и неке појединачне судбине, проговара и о кријумчарима избеглица као и о бирократима на границама.